# Корољ и Шут
Корољ и Шут (Король и Шут, руски Краљ и Џокер) био је руска панк рок група из Санкт Петербурга. Она је била активна от 1988 до 2013 године. Народне бајке и легенде били су њена инспирација, а у Русија ова група има статус легендарне. Група „Корољ и Шут“ је престала да постоји 2014. године након смрте његова певача, Михаила Горшењова.

## Историја
Група је образована у љето 1988. године у тадашњем Лењинграду, данашњем Санкт Петербургу, под првобитним именом „Контора“. У његов састав вошли школски други: Михаил "Горшок" Горшењов, Александар "Балу" Балунов и Александар "Поручик" Шчиголев. Певац Андреј "Књаз" Књазев ушао је у састав 1990. године, а бас гитарист Јаков Цвиркунов 1997. године. Име группе — "Корољ и Шут" (Краљ и Џокер) — утворио је 1992. године, а до 1992. године имао је име "Контора" (Канцеларија).
Тексте песме су написани Андрејем Кназевим и укључају страшне и народне приче про бандите, пирате, троље, духе и вампире, као и легенде од словенске мифологије. Али многе песме имају шаљив, саркастичан, ироничан карактер (црни хумор). Чланови групе су носили хорор-шминку као американски панк рок бенд Mistfits.
Први албум групе записан је 1991. године у полупрофесионалне студије и емитиран на радио, након тога группа одржала је концертне турнеје у клубама Санкт-Петербурга (први концерт одржала у клубу "Тамтам", де дали концерте руски рок групе "Химера" и "Tequilajazzz"). 1993. године почела група одржати концерте у Москве.
Године 1994. издала је група колико копиј аудиокасете "Будь как дома, Путник". 1997. године були су песме од ове аудиокасете поново снимљени на други албум "Ели мясо мужики". Али први званични албум группе "Камнем по голове" продуциран је 1996. године лејблом "Мелодия". Пуно албуме био је продуцирано од тада. Први спот продуциран је 1998. године на песму "Ели мясо мужики".
Певач групе Михаил Горшењов умро је 18. јул 2013. године у Санкт Петербургу. Узрок смрти је отказивање срца. Након последњег концертног турне (јесен и зиме 2013. године) група престала да постоји јануаре 2014. године. Чланови групе су основали нову групу "Северный Флот" (срп. Северна Морнарица).

## Састав
- Михаил Горшењов - вокал
- Андреј Књазев - вокал
- Јаков Цвиркунов - гитара
- Дмитриј Ришко - виолина
- Сергеј Захаров - бубневи
- Александар Шчиголев - помоћни вокал

## Дискографија
- 1996: Король и Шут (Краљ и Џокер)
- 1996: Камнем по голове (Каменем по главе)
- 1999: Акустический альбом (Акустички албум)
- 1999: Ели мясо мужики (Месо јели су момци)
- 2000: Герои и злодеи (Хероји и злочинци)
- 2000: Собрание (Састанак)
- 2000: Будь как дома, путник (Буди код куће, путник!)
- 2001: Как в старой сказке (Као у старој приче)
- 2002: Жаль, нет ружья! (Штета, нема пушке!)
- 2003: Мёртвый анархист (Мртви анархист)
- 2004: Бунт на корабле (Побуна на броду)
- 2006: Продавец кошмаров (Продавац ноћних море)
- 2007: Страшные сказки (Страшне приче)
- 2008: Тень Клоуна (Сенка кловна)
- 2010: Театр Демона (Позориште демона)
- 2011: TODD. Акт 1. Праздник Крови (Прослава крви)
- 2012: TODD. Акт 2. На краю (На ивице)